# لاسلو بندک
لاسلو بندک (مجاری: László Benedek؛ ۵ مارس ۱۹۰۵ – ۱۱ مارس ۱۹۹۲) کارگردان و تدوین‌گر زادهٔ مجارستان بود. وی در شهر بوداپست متولد شد و تا پیش از جنگ جهانی دوم در مجارستان تدوین‌گر و نویسندهٔ فیلم بود. لویی بی میر به لاسلو که یهودی بود کمک کرد تا فرار کند و وی را به هالیوود آورد و او در آنجا اولین فیلمش را برای مترو گلدوین مایر کارگردانی کرد.

## فیلم‌شناسی
- مرگ یک فروشنده (۱۹۵۱)
- وحشی (۱۹۵۳)